# Episema trimacula
Episema trimacula är en fjärilsart som beskrevs av Jacob Hübner 1800-1803. Episema trimacula ingår i släktet Episema och familjen nattflyn. Inga underarter finns listade i Catalogue of Life.